# Pierangeli Dodero
Pierangeli Daniela Dodero Jovich (Arequipa, 9 de abril de 1984), conocida simplemente Pierangeli, es una exmodelo, exreina de belleza,  cantante, activista social y presentadora de televisión peruana.  
Fue la ganadora de los concursos Señora Perú Universo 2019 y Miss Mundo Latino 2003. Concursó en el certamen Señora Universo 2019, en representación de su país, quedando en el Top 10 de la edición. 
En el ámbito televisivo, es conocida por presentar el programa infantil Niños extraordinarios y el magacín Pierangeli en casa, transmitidas por las cadenas Willax Televisión durante los años 2020 y 2023, y más tarde, Panamericana Televisión a partir de 2025.
En el ámbito musical, se desempeña en la música infantil, contando con la participación especial de la cantante Alice Belleza y el elenco de Niños extraordinarios. En el año 2025, lanzó su disco debut Pierangeli y los sencillos «Hoy es un día de alegría», «Hada madrina», «Dulce miel», «No me digas que no» y «Luna de cristal».

## Biografía

### Primeros años
Nació el 9 de abril de 1984 en Arequipa, Región Arequipa, bajo el nombre completo de Pierangeli Daniela Dodero Jovich, proveniente de una familia peruana de raíces italianas y eslavas. Estudió la carrera de hotelería y turismo.

### Carrera como modelo
Dodero comenzó su carrera como modelo desde los 14 años en 1998, inicialmente para cubrir los gastos familiares, tras la separación de sus padres.
A partir de los años 2000, Dodero inicia su etapa en los concursos de belleza, participando en un certamen de su centro educativo, obteniendo el máximo galardón. Gracias a su desempeño en las competencia, Dodero accede directo al concurso regional Miss Arequipa 2003.
Tras haber ganado en su región, Dodero concursa por primera vez en el certamen nacional Miss Perú Mundo en 2003, representando a la región Arequipa retirándose de la competencia. Dodero optó por concursar en el evento internacional Miss Mundo Latino 2003, en representación de su país, que fue realizado en Canadá, consagrándose en la ganadora de la edición, con sólo 19 años de edad, convirtiéndose en la primera peruana en haber ganado este dicho galardón. Durante su reinado, realizó una gira internacional por países de Latinoamérica.
Se muda a la capital Lima en el año 2006 para continuar con su carrera como modelo, trabajando para diferentes agencias de modelaje locales. En el año 2009, anunció su participación en el certamen de belleza Miss Perú Mundo 2009, volviendo a representar a la Región Arequipa, quedando segunda finalista, ocupando el título de virreina. Posteriormente, se desempeñó como jefa de cabina de la aerolínea Taca (hoy Avianca) durante los años 2009 y 2019.
Retomó su faceta en los concursos de belleza en 2019, participando en la competencia nacional Señora Perú Universo 2019, donde finalmente se consagró ganadora y accede al certamen internacional Señora Universo en ese año, que fue realizado en Guangzhou, ciudad de la República Popular de China. En su participación en Señora Universo 2019, clasificó al Top 10 de la edición en una competencia de 97 concursantes, recibiendo el título de Mrs. Top Latinoamerica.
En el año 2023, anunció su participación en el certamen internacional Universal Woman 2023, en el cual obtuvo el primer lugar en la categoría «Mejor proyecto social», con su programa Mujeres Aymaras. El evento fue realizado en Dubái, Emiratos Árabes Unidos.

### Faceta televisiva
Tras ponerle fin a su participación en Señora Universo, en el año 2019, recibe la propuesta del productor de televisión Víctor Sánchez para ser parte de un nuevo programa televisivo, que marcaría su debut como presentadora.
En marzo de 2020, asume la conducción del magacín televisivo semanal Pierangeli en casa para la cadena Willax Televisión, siendo grabada en su propio domicilio en medio del estado de emergencia durante la pandemia de COVID-19. Al mismo tiempo, fue anunciada como presentadora de la otra producción del mismo canal Niños extraordinarios, bajo el formato de programa infantil, realizando secuencias y concursos con los niños del reparto central. Además, el programa de Dodero incluye una secuencia de preguntas para niños, siguiendo el modelo del extinto espacio concurso Lo que vale el saber, conducido por el fallecido presentador Pablo de Madalengoitia.
Seguidamente, continuó en el canal Willax asumiendo la conducción del programa televisivo Maridaje perfecto al lado de José Bracamonte en 2022, y obtuvo su radicación en los Estados Unidos en el año 2024, ingresando a la Universidad de Harvard, a través del programa académico internacional.
Tras renunciar al canal Willax por motivos de su embarazo, retoma su faceta televisiva trasladando sus programas Niños extraordinarios y Pierangeli en casa a la parrilla de programación de la otra televisora Panamericana Televisión en el año 2025. El programa Niños extraordinarios fue renombrado bajo el nombre de ¡Pierangeli!, Niños extraordinarios con el mismo formato del antecesor.

### Activista social
Como activista social, desde el año 2019, es embajadora de la organización feminista Mujeres Aymaras, contando con el apoyo a la comunidad aimara de Perú. Seguidamente, se desempeña también como embajadora de la Marca Arequipa.
En el año 2021, Dodero fue nombrada embajadora de la Responsabilidad Social de la Alianza Francesa de Lima.
En el año 2023, realizó una donación de útiles escolares para los niños del poblado de Tarma.
En el año 2024, participó en la sexta edición de la Cumbre Mundial de Mujeres, realizado en Guayaquil, Ecuador, representando a su país.

### Cantante de música infantil
En el año 2024, debuta como cantante bajo el simple nombre de Pierangeli, desempeñándose en el género de la música infantil, anunciando así su retiro definitivo del modelaje y los concursos de belleza. Al año siguiente, lanzó su EP debut Pierangeli, comprendiendo canciones propias. Asimismo, realizó sus versiones de las canciones de la presentadora y cantante brasileña Xuxa.
En su faceta musical, ha lanzado los sencillos «Dulce miel», «Hada madrina» y «Hoy es día de alegría», bajo la producción musical de Bryan Ibáñez y la productora House of Hits, contando la participación especial del elenco infantil de Niños extraordinarios. Además contó con la colaboración de la cantante infantil peruana Alice Belleza. Previo a su debut musical, recibió clases de canto con la cantante Ruby Palomino.

## Vida personal
Dodero es la hija de la exreina de belleza peruana Daniela Jovich, ganadora del certamen GranMa Universal 2019.
En el año 2019 contrajo matrimonio con el empresario peruano Camilo Vera. En el año 2023, anunció su primer embarazo con la llegada de su único hijo Luca Piero Vera.

## Discografía

### Álbum de estudio
- 2025: Pierangeli

### Sencillos
- 2025: «Hoy es día de alegría»
- 2025: «Hada madrina»
- 2025: «Dulce miel»
- 2025: «No me digas que no»
- 2025: «Luna de cristal»
- 2025: «El milagro de vida»

## Televisión
| Año        | Título                              | Rol          | Notas             | Emisión                                                              |
| ---------- | ----------------------------------- | ------------ | ----------------- | -------------------------------------------------------------------- |
| desde 2020 | Pierangeli en casa                  | Presentadora | Magacín           | Willax Televisión (2020-2023) y Panamericana Televisión (desde 2025) |
| 2020-2023  | Niños extraordinarios               | Presentadora | Programa infantil | Willax Televisión                                                    |
| 2022       | Maridaje perfecto                   | Presentadora | Magacín           | Willax Televisión                                                    |
| desde 2025 | ¡Pierangeli!, Niños extraordinarios | Presentadora | Programa infantil | Panamericana Televisión                                              |

## Competencias
- Miss Mundo Latino 2003: Ganadora.[26]
- Miss Perú Intercontinental 2005: Ganadora.
- Miss Intercontinental 2005: No clasificó.
- Miss Perú Mundo 2009: Segunda finalista.
- Señora Perú Universo 2019: Ganadora.
- Señora Universo 2019: Clasificada al Top 10 – Señora Latinoamérica 2019.
- Señora Perú Turismo 2023: Ganadora.
- Universal Woman 2023: Top 10 – Primer puesto: Mejor programa social.